# Wilton Falls
Die Wilton Falls sind ein 9 Meter hoher Wasserfall im Pureora Forest Park in der Region Manawatū-Whanganui auf der Nordinsel Neuseelands. Er liegt im Oberlauf des Ongarue River, eines Nebenflusses des Whanganui River. Die Kawauariki Falls liegen wenige Kilometer stromabwärts.